# Megaxenus termitophilus
Megaxenus termitophilus es una especie de coleóptero de la familia Aderidae.

## Distribución geográfica
Habita en Queensland (Australia).